# Эверест (мультфильм)
«Эверест» (англ. Abominable) — американо-китайский полнометражный анимационный фильм режиссёра Джилл Калтон. Мультфильм произведён компаниями DreamWorks Animation и Pearl Studio. Премьера в России состоялась 3 октября 2019 года.

## Производство
В декабре 2010 года исполнительный директор DreamWorks Джеффри Катценберг подтвердил, что будет фильм «Эверест».
Фильм продюсируется Бонни Арнольд, а исполнительными продюсерами стали Дин Деблуа и Крис Сандерс.

## Сюжет
Когда девушка Йи (Лу — в русском дубляже) встречает молодого Йети на крыше своего многоквартирного дома в Шанхае, она и её озорные друзья Джин и Пенг называют его «Эверест» и отправляются в эпический квест, чтобы воссоединить волшебное существо с его семьёй в самой высокой точке на Земле — на Эвересте. Но новым друзьям необходимо опасаться и быть на шаг впереди Берниша, старого коллекционера диковинных существ, намеревающегося захватить Йети, и зоолога доктора Зары, чтобы помочь Эвересту вернуться домой.

## Роли озвучивали
| Актёр                  | Роль                   |
| ---------------------- | ---------------------- |
| Хлоя Беннет            | Лу                     |
| Альберт Цай            | Пенг                   |
| Тензинг Норгай Трэйнор | Джин                   |
| Сара Полсон            | доктор Зара            |
| Эдди Иззард            | Берниш                 |
| Джозеф Иццо            | Эверест                |
| Цай Чинь               | Най Най                |
| Мишель Вонг            | мама Лу                |
| Рич Дитль              | Гун (лидер)            |
| Джеймс Хонг            | Як (лидер)             |
| Тревор Дивэлл          | водитель фургона / Гун |
| Фернандо Чиен          | коммерсант             |

## Саундтрек
Композитором фильма является Руперт Грегсон-Уильямс, который написал музыку для фильма, вместе с соавторами Пауэллой Бату Сенер, Энтони Уиллисом и Полом Моунси создал саундтрек. Кроме тех композиций, что были в предыдущих фильмах, Руперт Грегсон-Уильямс написал новую песню под названием «Everest», которая была выпущена в качестве сингла.
| №   | Название                          | Длительность |
| --- | --------------------------------- | ------------ |
| 1.  | «Beautiful Life»                  | 3:23         |
| 2.  | «Dreams»                          | 3:33         |
| 3.  | «Everest Escapes»                 | 4:21         |
| 4.  | «Yi Has a Dream»                  | 1:28         |
| 5.  | «Play to the Rooftops»            | 2:57         |
| 6.  | «Soda Crate»                      | 1:47         |
| 7.  | «Everest Hums a Blueberry or Two» | 2:00         |
| 8.  | «Meet Ping and Jin»               | 2:42         |
| 9.  | «Bandages and Blankets»           | 2:11         |
| 10. | «Yi and Everest Duet»             | 2:05         |
| 11. | «Burnish»                         | 1:50         |
| 12. | «Leaving the City»                | 1:33         |
| 13. | «Burnish Takes Charge»            | 2:24         |
| 14. | «Dandelion Chase»                 | 1:36         |
| 15. | «Postcard Journey»                | 1:59         |
| 16. | «The Leshan Buddha»               | 3:46         |
| 17. | «He’s Just a Kid»                 | 1:24         |
| 18. | «Burnish Does Some Tracking»      | 2:36         |
| 19. | «Starry Night Becomes a Wipe Out» | 3:22         |
| 20. | «I Really Liked Your Dad»         | 2:13         |
| 21. | «Humming up a Storm»              | 4:10         |
| 22. | «Everest»                         | 2:42         |
| 23. | «Fix you (by Coldplay)»           | 4:54         |

| №   | Название           | Длительность |
| --- | ------------------ | ------------ |
| 18. | «Abominable Suite» |              |

## Критика
Мультфильм получил положительные оценки критиков. На сайте Rotten Tomatoes у него 81 % положительных рецензий на основе 160 отзывов. На Metacriticе — 61 балл из 100 на основе 28 рецензий.

## Политический скандал
Одна из сцен мультфильма вызвала большой региональный скандал. Минимум три страны Юго-Восточной Азии были оскорблены эпизодом, в котором спорные территории в Южно-Китайском море, известные как «Девятипунктирная линия», показаны как китайские. На эти части моря и различные островные группы претендуют пять других азиатских стран, и также сам Китай. Малайзийские цензоры приказали вырезать эту сцену из фильма.